# Ambassade de Malte en France
L'ambassade de Malte en France est la représentation diplomatique de la république de Malte auprès de la République française. Elle est située au 23 rue d'Artois, dans le 8e arrondissement de Paris, la capitale du pays. Son ambassadeur est, depuis 2024, Pierre Clive Agius.

## Histoire
Les relations diplomatiques entre Malte et la France ont été officiellement établies peu après l'indépendance de Malte, proclamée le 21 septembre 1964. La France a nommé son premier ambassadeur à Malte en 1970, renforçant ainsi les liens bilatéraux entre les deux pays.
Toutefois, les liens entre Malte et la France remontent à bien avant l’époque contemporaine. L’ordre souverain militaire et hospitalier de Saint-Jean de Jérusalem, plus connu sous le nom d’ordre de Malte, installé sur l’archipel à partir de 1530, entretenait déjà au XVIIIe siècle des relations diplomatiques étroites avec la France, alors monarchie catholique influente. L’Ordre possédait une représentation permanente à Paris, témoignage des échanges anciens entre les deux entités.
Un moment emblématique de cette histoire commune fut l’expédition de Napoléon Bonaparte en Méditerranée : le 12 juin 1798, les troupes françaises envahirent Malte, mettant fin à la souveraineté de l’Ordre sur l’île. Napoléon séjourna sept jours à La Valette, du 12 au 18 juin 1798, au Palazzo Parisio, aujourd’hui siège du ministère maltais des Affaires étrangères. Il y déclara :

« Nous avons dans le centre de la Méditerranée la place la plus forte de l’Europe, et il en coûtera cher à ceux qui nous délogeront. »

Cet épisode souligne à la fois l’intérêt stratégique de Malte pour la France et l’ancienneté des relations entre les deux pays.
L’actuelle ambassade de Malte en France, située au 23 rue d'Artois à Paris, s’inscrit dans cette continuité historique. Elle incarne aujourd’hui un dialogue diplomatique actif entre La Valette et Paris, au service de la coopération bilatérale, du dialogue euro-méditerranéen, de la paix et de la prospérité partagée.

## Ambassadeurs de Malte en France
Les ambassadeurs de Malte en France ont été successivement :
| Date de nomination | Date de nomination | Date de remise des lettres de créance | Date de remise des lettres de créance | Ambassadeur                  |
| ------------------ | ------------------ | ------------------------------------- | ------------------------------------- | ---------------------------- |
| ?                  |                    | 26 mars 1966                          | [ JORF 1 ]                            | John Francis Axisa           |
| ?                  |                    | 25 septembre 1970                     | [ JORF 2 ]                            | George T. Curmi              |
| ?                  |                    | 13 septembre 1971                     | [ JORF 3 ]                            | Joseph Attard Kingswell (en) |
| ?                  |                    | 30 juillet 1981                       | [ JORF 4 ]                            | Leslie N. Agius              |
| ?                  |                    | 2 octobre 1987                        | [ JORF 5 ]                            | Borg Olivier de Puget        |
| ?                  |                    | 7 octobre 1991                        | [ JORF 6 ]                            | Joseph Licari                |
| ?                  |                    | 11 février 1997                       | [ JORF 7 ]                            | Vincent Camilleri            |
| ?                  |                    | 16 mars 1999                          | [ JORF 8 ]                            | Salvino Busuttil (en)        |
| ?                  |                    | 6 juin 2005                           | [ JORF 9 ]                            | Victoria Ann Cremona         |
| ?                  |                    | 2 juillet 2009                        | [ JORF 10 ]                           | Mark Miggiani                |
| ?                  |                    | 11 juillet 2012                       | [ JORF 11 ]                           | Pierre Clive Agius           |
| ?                  |                    | 15 novembre 2013                      | [ JORF 12 ]                           | Vincent Camilleri            |
| ?                  |                    | 9 novembre 2016                       | [ JORF 13 ]                           | Patrick Mifsud               |
| ?                  |                    | 13 octobre 2017                       | [ JORF 14 ]                           | Helga Mizzi                  |
| ?                  |                    | 10 décembre 2019                      | [ JORF 15 ]                           | Carmelo Inguanez             |
| ?                  |                    | 29 février 2024                       |                                       | Pierre Clive Agius           |

## Consulats
Outre la section consulaire de son ambassade à Paris, Malte possède des consulats honoraires à Bordeaux, Lille, Lyon, Marseille, Montpellier, Nice, Rouen, Strasbourg et Toulouse.